# 6909 Levison
6909 Levison (1991 BY2) là một tiểu hành tinh bay qua Sao Hỏa được phát hiện ngày 19 tháng 1 năm 1991 bởi C. S. Shoemaker ở Palomar.